# Grupo FCC
A FCC é uma indústria brasileira de capital fechado fundada em 1969 que atua na indústria química. A tecnologia FCC está presente em todas as grandes marcas de carros produzidas no Brasil. É a maior fabricante de Massa Polimérica e vedantes para silos da América Latina. É também um dos maiores fornecedores de adesivos e termoplásticos para calçados do mercado Latino.  A FCC também foi pioneira no Brasil no desenvolvimento de elastômeros termoplásticos produzidos com matérias primas de fontes renováveis.

## História
A FCC foi fundada em 1969 na cidade de Campo Bom, Rio Grande do Sul, pelas famílias Schmidt e Reichert, que posteriormente adquiriu a totalidade das ações da empresa. A FCC iniciou suas atividades fornecendo componentes como viras, fachetes, palmilhas e solados para fabricantes de calçados destinados à exportação. Com o passar dos anos, a empresa diversificou suas operações para a fabricação de adesivos (colas), vedantes, elastômeros termoplásticos, argamassas poliméricas e poliuréia. A FCC é hoje um importante fornecedora de insumos químicos para os mercados calçadista, automotivo, moveleiro, construção civil, saúde e higiene, indústria metalmecânica, utilidades domésticas, revestimento de superfície e agroindústria.

## Divisões de Negócios
As cinco divisões da FCC são:
1. Elastômeros Termoplásticos:
Fabricação de elastômeros termoplásticos TPE (base SEBS), TPV (PPxEPDM), TPU, TR, PVC e resinas de poliuretano.[4]
2. Adesivos
Fabricação de adesivos de solução (solvente), adesivos base água, adesivos hot melts.
3. Vedantes:
Fabricação de massas para calafetar (resistência a água, ar e vapor) e anéis de vedação (para vasos sanitários).
4. Argamassas Poliméricas
Produto especialmente desenvolvido para o assentamento de tijolos ou blocos. Massa pronta para usar.
5. Recobrimento de Superfícies
Fabricação de poliuréia (resistência a abrasão, ataque químico, exposição à radiação ultravioleta, entre outras. Produto oferece proteção contra todos os tipos de impactos, de suave ao extremo. Resiste a vários graus de acidez e alcalinidade em aplicações de contenção de água.

## Unidades
A FCC possui 2 plantas produtivas, além de um escritório comercial.
- FCC RS, na cidade de Campo Bom (produção, pesquisa e desenvolvimento, laboratório, escritório comercial)
- FCC BA, na cidade de Conceição do Jacuípe (produção, laboratório, escritório comercial)
- FCC SP, na cidade de São Paulo (escritório comercial)